# Katafa (Hungria)
Katafa é um município da Hungria, situado no condado de Vas. Tem 4,81 km² de área e sua população em 2015 foi estimada em 352 habitantes.